# Nerovnovážná termodynamika
Nerovnovážná termodynamika je podoborem termodynamiky, který se zabývá se studiem termodynamických systémů v nerovnovážném stavu a lze jí dále členit na lineární a nelineární. Lineární nerovnovážná termodynamika se zabývá studiem systémů dostatečně blízko rovnovážného stavu, kdy je možné považovat závislost zobecněných termodynamických toků na silách ještě za lineární. Nelineární nerovnovážná termodynamika studuje stavy systému vzdálenému od rovnováhy nebo systému v silně nerovnovážném stavu.